# Съпрузи и съпруги
„Съпрузи и съпруги“ (на английски: Husbands and Wives) e романтична трагикомедия написана и режисирана от Уди Алън, която излиза на екран през 1992 година.

## Сюжет
Филмът разказва историята на две приятелски съпружески двойки в зряла възраст, които започват преосмисляне на връзките в един брак в напреднал етап от живота си. Всички те откриват, че неистово се нуждаят от нещо ново и ярко в сякаш последен опит да уловят изтичащото време.

## В ролите
| Актьор        | Роля              |
| ------------- | ----------------- |
| Уди Алън      | проф. Габриел Рот |
| Мия Фароу     | Джуди Рот         |
| Джуди Дейвис  | Сали              |
| Сидни Полак   | Джак              |
| Джулиет Люис  | Рейн              |
| Лиъм Нийсън   | Майкъл Гейтс      |
| Лизет Антъни  | Сам               |
| Тимъти Джером | Пол               |
| Рон Рифкин    | Ричард            |

## Рецепция
Съпрузи и съпруги е сред възловите произведения на Уди Алън. Оригиналният сценарий и изпълнението на Джуди Дейвис получават множество награди и номинации.

## Награди и номинации
Награди на Американската Филмова Академия „Оскар“
- Номинация за най-добър оригинален сценарий за Уди Алън
- Номинация за най-добра актриса в поддържаща роля за Джуди Дейвис

Награди „Златен глобус“ 
- Номинация за най-добра актриса в поддържаща роля за Джуди Дейвис

Награди БАФТА
- Награда за най-добър оригинален сценарий за Уди Алън